# Schroeppel
Schroeppel – miasto w Stanach Zjednoczonych, w stanie Nowy Jork, w hrabstwie Oswego.